# 格林尼治 (康涅狄格州)
格林尼治（英語：Greenwich）是美国康乃狄克州費爾菲爾德郡的一個鎮，位於該州最南部，面臨長島海灣。格林尼治的面積共174.0平方公里，於2006年的人口共62,077人。格林尼治是康涅狄格州以及新英格兰六个州地区最南端和最西端的城市。格林尼治是许多对冲基金和其他金融服务公司的所在地。
格林尼治於1640年開埠，於1665年建鎮。该镇以英国伦敦的格林尼治命名。

## 姐妹城市
- 法國伊澤爾省維埃納[3]
- 奥地利蒂罗尔州基茨比厄爾
- 瑞典纳卡市镇
- 中国浙江省杭州市上城区